# Янчжоу
Янчжо́у (кит. трад. 揚州, упр. 扬州, пиньинь Yángzhōu) — городской округ в провинции Цзянсу КНР, в 95 км к северо-востоку от Нанкина, находится недалеко от слияния Великого канала и реки Янцзы.

## География

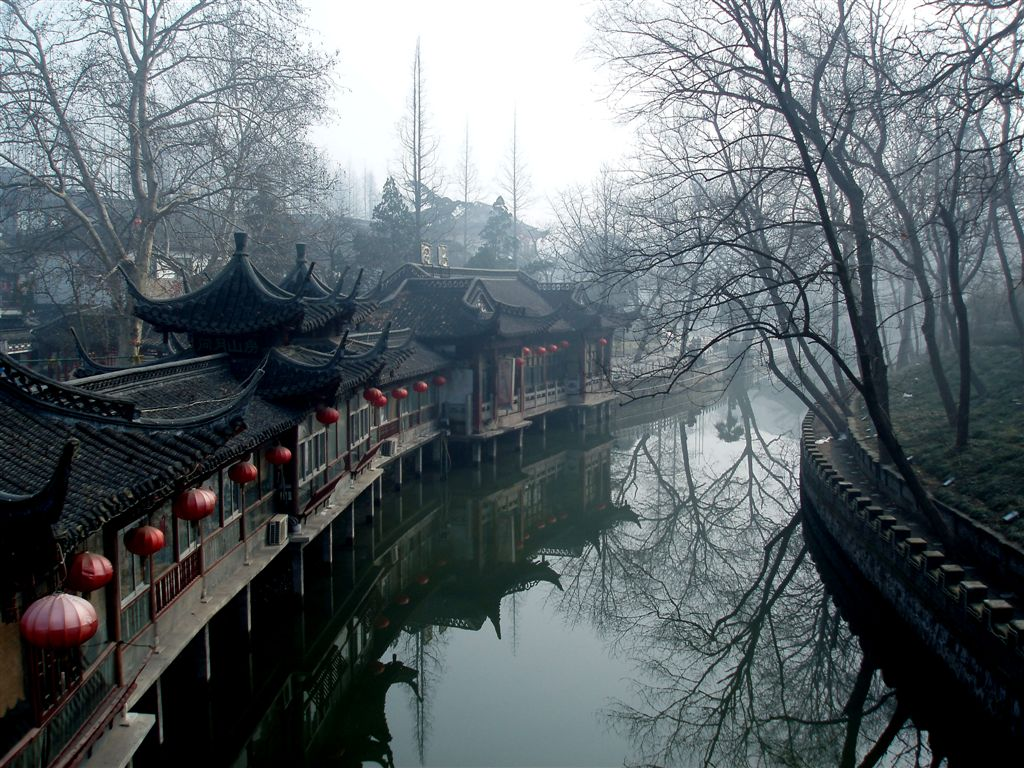
Утро в Янчжоу

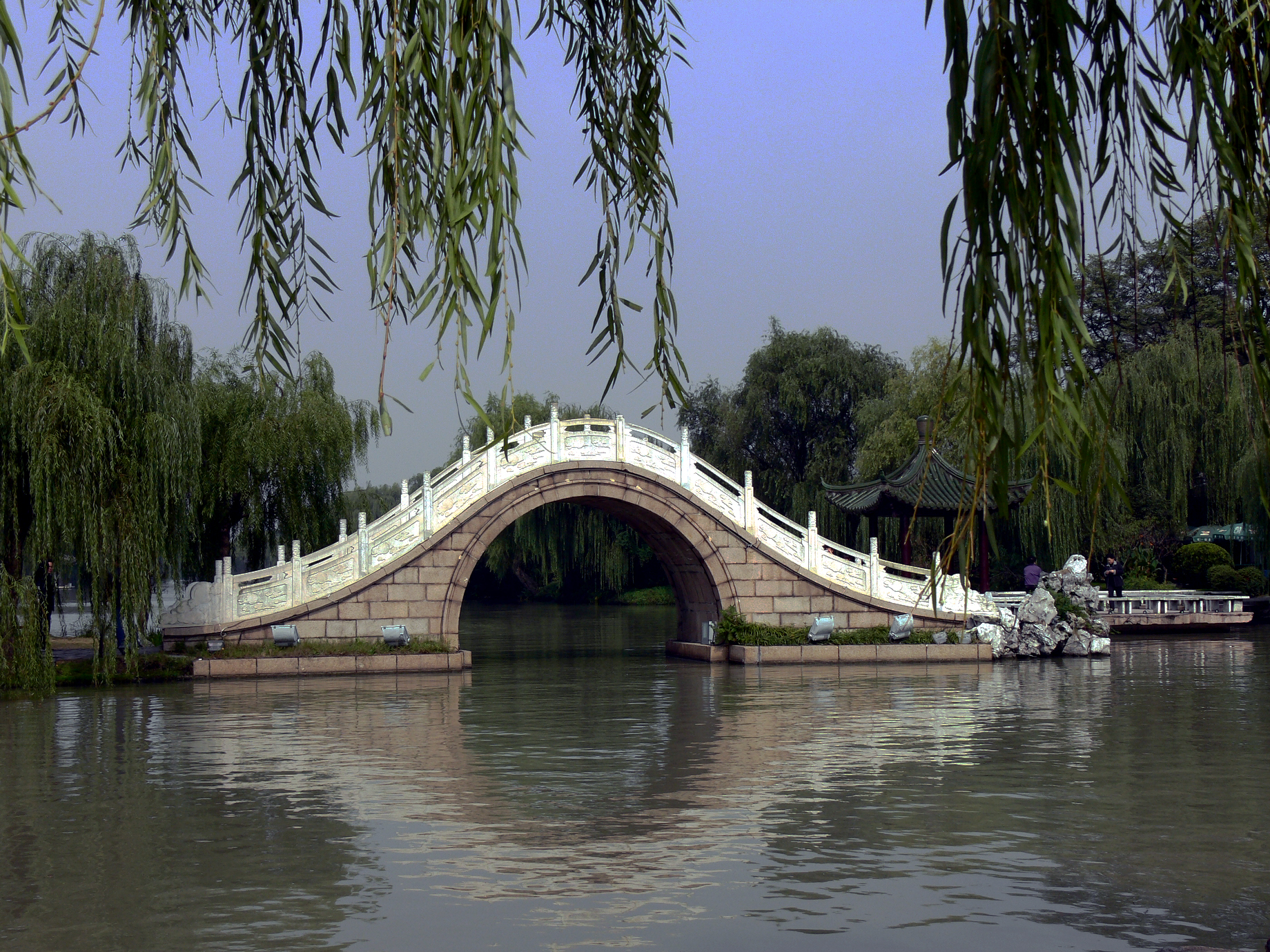
Один из многочисленных мостов Янчжоу

Исторический центр города находится в нескольких километрах к северу от реки Янцзы; старое русло Великого канала огибает его с юга и востока. Современное русло Великого канала проходит в нескольких километрах к востоку, на восточной окраине исторического центра. Старое русло соединяется с новым к северо-востоку от центра.
У Янчжоу есть своя система малых каналов. Некоторые из них, соединяясь со старым руслом Великого канала, окружают исторический центр города (параллельно существовавшим в прошлом городским стенам); другие идут к искусственному озеру Шоусиху с живописным парком на берегу, павильонами и пагодой.
Несмотря на обилие водоёмов и жаркое лето, официальных мест для купания почти нет; наиболее популярным среди местного населения является озеро Баочжан (保障) на северо-западной окраине города. Оно расположено на той же реке, что и Шоусиху.

## История
В эпоху Вёсен и Осеней на этих землях находилось царство Хань (邗国), впоследствии завоёванное царством У.
Во времена первого централизованного государства в истории Китая — империи Цинь — в этих местах был создан уезд Гуанлин (кит. трад. 廣陵縣, упр. 广陵县). Во время сменившей империю Цинь империи Хань был создан округ Гуанлин (广陵郡), власти которого разместились в уезде Гуанлин. В эпоху Южных и Северных династий округ Гуанлин вошёл в 431 году в состав области Наньтун (南兖州), которая при Северной Чжоу была переименована в Учжоу (吴州). После основания империи Суй округ Гуанлин был в 589 году расформирован, а область Учжоу была переименована в Янчжоу; власти области Янчжоу размещались в Даньяне. В 605 году был создан округ Цзянду (江都郡), власти которого разместились в этих местах.
После того, как в 620 году империю Суй сменила империя Тан, вместо округов были опять введены области, и в 625 году власти области Янчжоу перебрались из Даньяна на северный берег Янцзы, в Гуанлин. С той поры Гуанлин и стали называть Янчжоу. Именно на времена империй Суй и Тан приходится расцвет Янчжоу — здесь открываются дома для учёных, студентов, художников, рассказчиков, поэтов и торговцев. Сооружение канала в 606—607 годах стимулировало развитие Янжоу как важного торгового центра и перевалочного пункта.
После монгольского завоевания был создан регион Янчжоу (扬州路); здесь служил губернатором Марко Поло, уполномоченный Кублай-ханом.
После того, как Чжу Юаньчжан в 1357 году завоевал Янчжоу, регион Янчжоу был расформирован, а в 1366 году была создана Янчжоуская управа (扬州府), которой подчинялись 3 области и 9 уездов. Власти управы размещались в уезде Цзянду.
В 1645 году во время маньчжурского завоевания цинские войска устроили в Янчжоу гигантскую резню населения.
В 1853 году Янчжоу был взят тайпинами и находился под их властью свыше 8 месяцев, в результате чего серьёзно пострадал.
После Синьхайской революции в Китае была проведена реформа структуры административного деления, в ходе которой управы и области были упразднены.
Во время гражданской войны эти земли были заняты войсками коммунистов 25 января 1949 года. 27 января 1949 года урбанизированная часть уезда Цзянду была выделена в город Янчжоу. В том же 1949 году был создан Специальный район Янчжоу (扬州专区), в состав которого вошли 1 город и 7 уездов. В 1950 году Специальный район Янчжоу был присоединён к Специальному району Тайчжоу (泰州专区).
В 1953 году была создана провинция Цзянсу, и Специальный район Тайчжоу был переименован в Специальный район Янчжоу; таким образом в составе Специального района Янчжоу оказались 2 города и 10 уездов. В 1954 году города Янчжоу и Тайчжоу были выведены из-под юрисдикции властей Специального района, став городами провинциального подчинения.
В 1956 году из уезда Цзянду был выделен уезд Ханьцзян. В 1958 году город Янчжоу вновь перешёл под юрисдикцию властей Специального района, где к нему был присоединён уезд Ханьцзян; город Тайчжоу был объединён с уездом Тайсянь в уезд Тайчжоу (泰州县). В 1960 году из уезда Баоин был выделен уезд Цзиньху.
В 1962 году уезд Тайчжоу был вновь разделён на город Тайчжоу и уезд Тайсянь, а уезд Ханьцзян был вновь выделен из города Янчжоу. В 1966 году из Специального района Янчжоу был выделен Специальный район Лухэ (六合专区), и в Специальном районе Янчжоу осталось 2 города и 8 уездов.
В 1970 году Специальный район Янчжоу был переименован в Округ Янчжоу (扬州地区). В 1971 году Специальный район Лухэ был расформирован, и входившие в его состав уезды Ичжэн и Лухэ были переданы в состав округа Янчжоу. В 1975 году уезд Лухэ был передан под юрисдикцию Нанкина.
В 1983 году были расформированы Округ Янчжоу и город Янчжоу, и образован Городской округ Янчжоу; на землях бывшего города Янчжоу были созданы район Гуанлин и Пригородный район.
В 1986 году уезд Ичжэн был преобразован в городской уезд. В 1991 году уезд Гаою был преобразован в городской уезд. В 1994 году уезд Цзянду был преобразован в городской уезд.
В 1996 году из городского округа Янчжоу был выделен городской округ Тайчжоу.
В 2000 году уезд Ханьцзян был преобразован в район городского подчинения. В 2002 году Пригородный район был переименован в район Вэйян (维扬区).
В 2011 году городской уезд Цзянду был преобразован в район городского подчинения, а район Вэйян был присоединён к району Ханьцзян.

## Население

### Языки
Диалект Янчжоу (кит. упр. 扬州话, пиньинь: Yángzhōu huà) относится к диалектам нижнего Янцзы, он близок официальному языку империй Мин и Цин, который был основан на нанкинском диалекте. Тем не менее, он значительно отличается от современного стандартного китайского, хотя они по-прежнему в какой-то степени взаимопонятны.

## Административно-территориальное деление
Городской округ Янчжоу делится на 3 района, 2 городских уезда, 1 уезд:
| Карта                                        | Статус         | Название | Иероглифы | Пиньинь      | Площадь (км²) | Население (2010) |
| -------------------------------------------- | -------------- | -------- | --------- | ------------ | ------------- | ---------------- |
| ① Ханьцзян Цзянду Ичжэн Гаою Баоин ① Гуанлин | Район          | Гуанлин  | 广陵区    | Guǎnglíng qū | 339           | 490 000          |
| ① Ханьцзян Цзянду Ичжэн Гаою Баоин ① Гуанлин | Район          | Ханьцзян | 邗江区    | Hánjiāng qū  | 641           | 700 000          |
| ① Ханьцзян Цзянду Ичжэн Гаою Баоин ① Гуанлин | Район          | Цзянду   | 江都区    | Jiāngdū qū   | 1330          | 1 070 000        |
| ① Ханьцзян Цзянду Ичжэн Гаою Баоин ① Гуанлин | Городской уезд | Ичжэн    | 仪征市    | Yízhēng shì  | 901           | 600 000          |
| ① Ханьцзян Цзянду Ичжэн Гаою Баоин ① Гуанлин | Городской уезд | Гаою     | 高邮市    | Gāoyóu shì   | 1175          | 817 000          |
| ① Ханьцзян Цзянду Ичжэн Гаою Баоин ① Гуанлин | Уезд           | Баоин    | 宝应县    | Bǎoyìng xiàn | 1461          | 910 000          |

## Экономика

### Промышленность
В Янчжоу базируется несколько крупных предприятий, в том числе судостроительная верфь China State Shipbuilding Corporation (сухогрузы), нефтехимический завод Far Eastern Union Petrochemical, автобусный завод Asiastar Bus, автомобильный завод Joylong Automobile (минивэны, микроавтобусы и кроссоверы), заводы автомобильных комплектующих SAF-Holland и YAPP Automotive Systems, завод светодиодов Edison Opto Corporation. В городе развиты кустарные промыслы (изготовление лакированных изделий с перламутровой инкрустацией, изделий из нефрита, вышивка), а также пищевая промышленность и производство сельскохозяйственных орудий.
Посёлок Ханцзи является крупнейшим в мире центром по производству зубных щёток: они занимают 80 % китайского и 30 % глобального рынка и экспортируются в 80 стран и регионов мира. Годовой объём производства зубных щёток в поселке Ханцзи составляет более 5 млрд штук на общую сумму 13 млрд юаней, а годовой объём продаж достигает 2 млрд юаней. На территории посёлка Ханцзи расположены более 2 тыс. производителей зубных щёток (в том числе 57 крупных компаний) и даже Китайский музей зубных щёток, в индустрии работает более 20 тыс. сотрудников. Кроме того, в поселке производится 60 % туалетных принадлежностей для мировых гостиничных сетей.

### Водоснабжение
Янчжоу является ключевым элементом Восточной линии переброса воды с юга на север, которая была официально открыта в ноябре 2013 года. Проект забирает воду из реки Янцзы в Янчжоу и поставляет её через Дунпин в города Циндао, Яньтай и северные районы провинции Шаньдун, а через Учэн — в провинцию Хэбэй и город Тяньцзинь.

## Транспорт

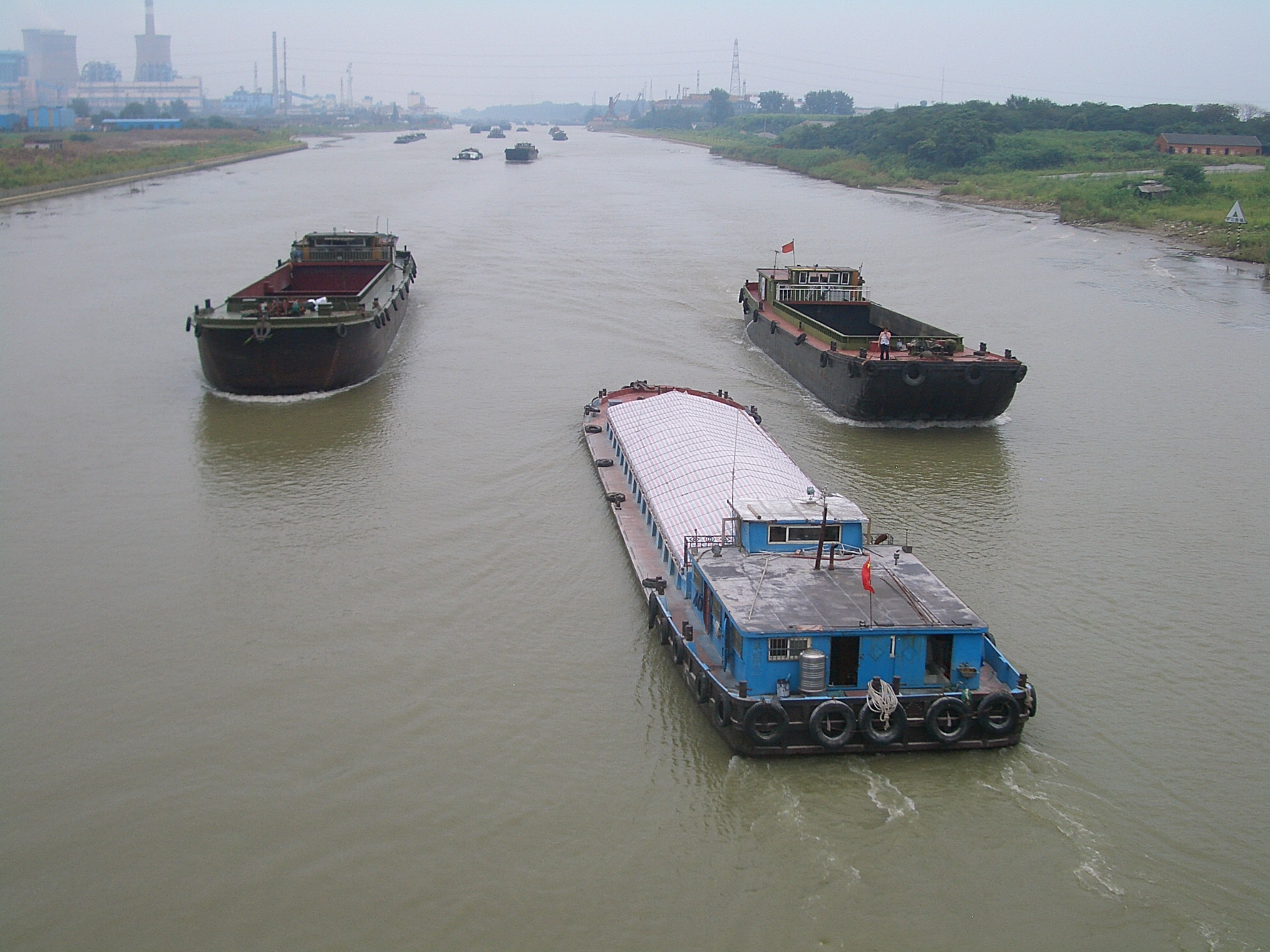
Самоходные баржи на Великом канале

### Железнодорожный
Железная дорога из Янчжоу идет на запад, обеспечивая сообщения с Нанкином. Есть ночной пассажирский экспресс в Пекин.

### Автомобильный
На юго-восток, к Шанхаю, прямой железной дороги нет; вместо этого горожане добираются пригородными автобусами или личным автотранспортом через мост в Чжэньцзян, расположенный на южной стороне Янцзы, на железнодорожной магистрали Нанкин — Шанхай. До открытия моста в 2005 году активно использовалась паромная переправа.

### Водный
Великий канал у Янчжоу активно используется для грузового судоходства.

## Достопримечательности

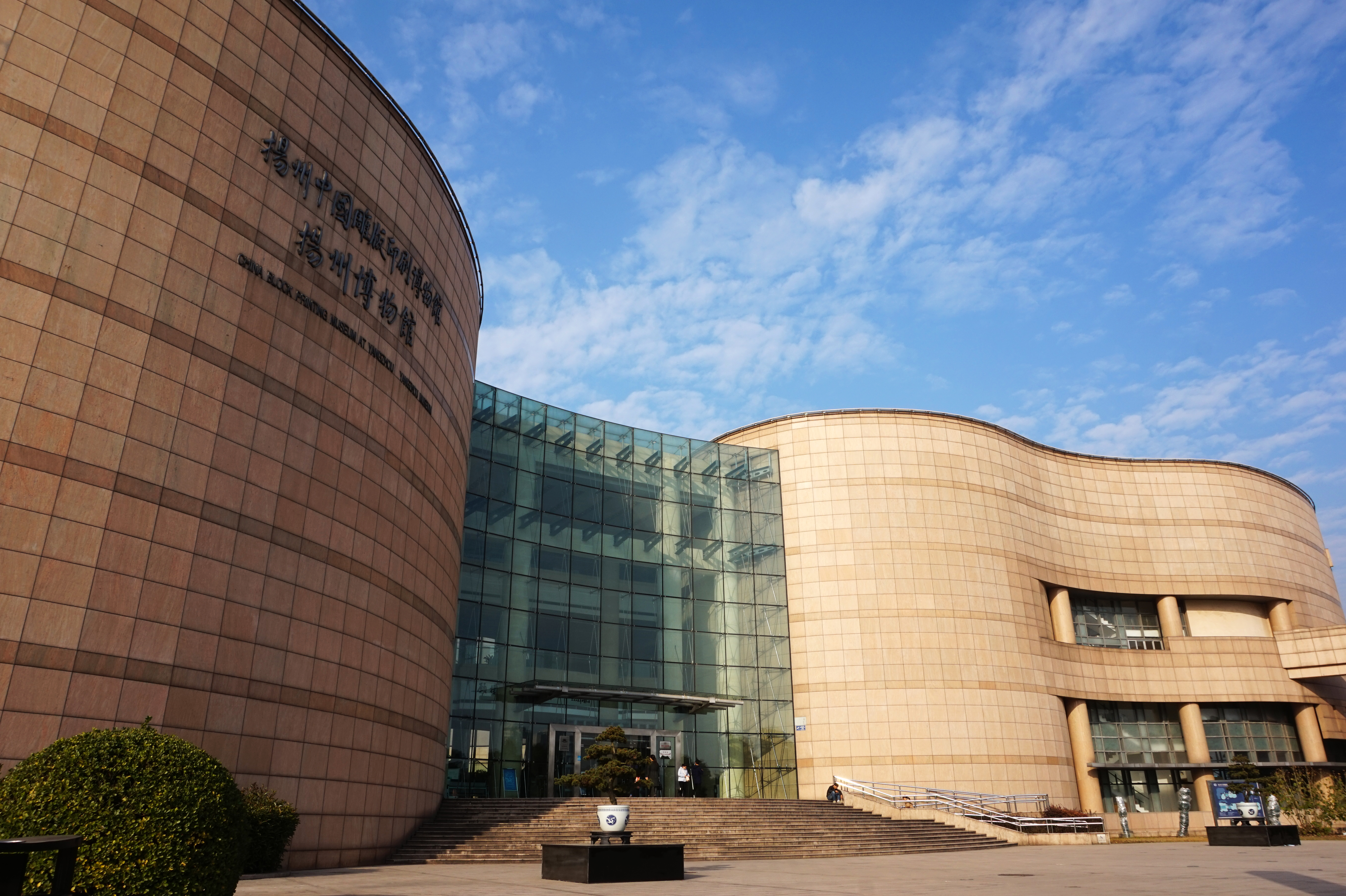
Музей Янчжоу

Здесь находится древнейший буддистский храм Даминсы, построенный в 457—464 годах.
Работают музеи и театры. Музей Янчжоу в начале 2000-х годов переехал в новое здание на западной окраине города, в нём также размещается Музей традиционного китайского книгопечатания. Небольшой музей в центре Янчжоу посвящён «Восьми чудакам из Янчжоу» — художникам времён империи Цин, прославившимся эксцентричным поведением и создавшим особый живописный стиль.
В 2021 году в Янчжоу открылся музей Великого Китайского канала.
Улица Цзяньчжэнь, также известная как «Аллея сакур», притягивает многочисленных туристов. Также среди туристов популярен «лес на воде», расположенный на озере Луян.

## Культура

### Кулинария

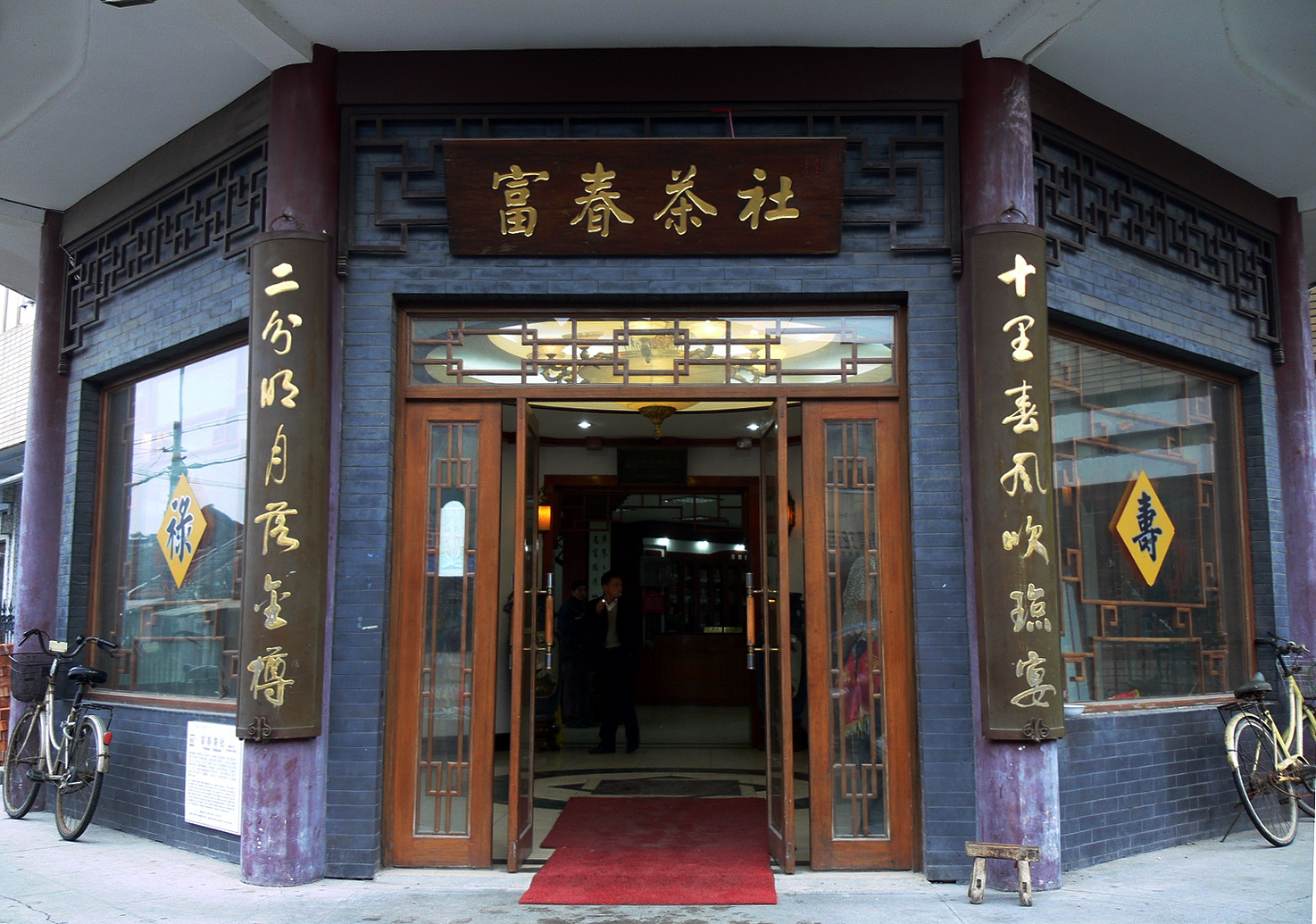
Чайная «Фучунь» почитается за старейший и наиболее знаменитый ресторан города

В числе традиционных «янчжоуских» блюд входят плов по-янчжоуски и янчжоуские баоцзы (манты).

## Международные связи
Города-побратимы Янчжоу:
- Вон, Канада (1995)
- Балашиха, Россия (2006)